# フローズン プラネット
『フローズン プラネット』（英題：Frozen Planet、副題：『最後の未踏の大自然』）は、イギリスのBBC 、アメリカのディスカバリーチャンネルなどの共同制作によって作られた環境番組、ドキュメンタリー番組である。

## 概要
BBCが「プラネットアース」に続いて共同制作を行ったシリーズであり、南極と北極という極地の大自然を、「氷」の美しさと極地に住む生き物から捉える番組である。
NHKによる日本語版ではナビゲーターは大沢たかおが担当した。本編は全6集で構成される。NHKBSプレミアムにて放送した。
主題歌は手嶌葵による「氷の大地」（作詞、作曲は吉田ゐさお）であった。

## プログラム

### プロローグ
出発! 南極大陸
放送日時：1月20日 7:45 - 7:50（再放送：1月21日 7:25 - 7:30、1月22日 11:55 - 12:00、1月23日 19:45 - 19:50）
大沢たかおの南極日記
- 概要：本編でのナビゲーターである大沢たかおが南極を訪ね、極地の自然と触れ合う体験を「南極日記」として南極からの生中継も交えて紹介した。
- 放送日時

| 放送回     | 放送日           | 放送時間       |
| ---------- | ---------------- | -------------- |
| 第1回      | 1月30日          | 7:45 - 7:50    |
| 第2 - 6回  | 1月31日 - 2月4日 | 6:58 - 7:00[1] |
| 第7 - 12回 | 2月6日 - 2月11日 | 6:58 - 7:00[2] |
大沢たかお 南極大陸を行く
- 概要：本編でのナビゲーターである大沢たかおが3週間南極を訪ね、極地の自然と触れ合う体験をドキュメントと本編映像のハイライトを織り交ぜ紹介した。
- 放送日時：3月31日 21:00 - 22:30（再放送：4月6日 22:00 - 23:13、NHK総合にて放送）

### 本編
| 放送回 | 初回放送日 | タイトル                                                        |
| ------ | ---------- | --------------------------------------------------------------- |
| 第1回  | 4月7日     | 第1集 「極地 -氷の王国-」 第2集 「春 -命の目覚め-」             |
| 第2回  | 4月14日    | 第3集 「夏 -命わく白夜の大地-」 第4集 「秋 -氷結する海の攻防-」 |
| 第3回  | 4月21日    | 第5集 「冬 -極寒との戦い-」 第6集 「人 -極地への挑戦-」         |

放送時間はいずれも21:00 - 23:00であった。

### 最終章
- 第1集 「氷の王国の生きものたち」
- 第2集 「変わりゆく氷の大自然」

NHKスペシャル（NHK総合）にて放送された。

## DVD・Blu-ray
BBCオリジナル完全版（DVD・Blu-ray）とNHK版（Blu-ray）が発売されている。
- BBCオリジナル完全版のDVD・Blu-rayには特典映像としてメイキング“フリーズ・フレーム"(全7話×各約10分)、極地の科学(約21分)、制作日記(約86分)、フォト・ギャラリー(約10分) が収録されている。（日本語版ナレーター小川真司）
- NHK版のBlu-rayには特典映像としてプロローグや最終章が収録されている。